# Lubelski Sport Express
Lubelski Sport Express – tygodnik o tematyce sportowej, wydawany przez spółkę Emka-Press, który ukazywał się co poniedziałek od 7 marca 2005 na terenie województwa lubelskiego. Nakład wynosił około 15 tys. egzemplarzy. Redaktorem naczelnym był Mariusz Giezek.
Gazeta była pierwszym lokalnym tygodnikiem sportowym, tworzonym na dużą skalę. Zawierała informacje ze wszystkich dziedzin sportu, ze szczególnym uwzględnieniem piłki nożnej. Relacje i informacje z boisk piłkarskich sięgały, także do amatorskiej klasy C.
Od jesieni 2007 roku był bezpłatnym dodatkiem do Kuriera Lubelskiego. W lutym 2009 roku gazeta została przekształcona w dodatek sportowy do poniedziałkowego wydania Kuriera. W maju 2007 r. Emka-Press wydała pierwszy numer miesięcznika Kontra, następcy Lubelskiego Sport Expressu. Początkowo była dodatkiem do LSE, później Kuriera, następnie ukazywał się samodzielnie. Ostatni numer Lubelskiego Sport Expressu ukazał się w styczniu 2009 r., Kontry zaś rok później.